# Кутіш (Румунія)
Кутіш (рум. Cutiș) — село у повіті Селаж в Румунії. Входить до складу комуни Алмашу.
Село розташоване на відстані 367 км на північний захід від Бухареста, 25 км на південь від Залеу, 48 км на північний захід від Клуж-Напоки.

## Населення
За даними перепису населення 2002 року у селі проживали 69 осіб, усі — румуни. Усі жителі села рідною мовою назвали румунську.